# Metepeira minima
Metepeira minima là một loài nhện trong họ Araneidae.
Loài này thuộc chi Metepeira. Metepeira minima được Willis J. Gertsch miêu tả năm 1936.